# CGIゲーム
CGIゲーム（シージーアイゲーム）とは、CGIプログラムとして作られたブラウザゲームである。多くのCGIゲームはウェブサービスとして公開され、ウェブブラウザなどを通じてプレイすることができる。

## 概要
CGIゲームは、古くパソコン通信の時代にその原型を見ることのできる「サーバ上で動作させるゲーム」である。パソコン通信時代と違うのは、サーバプログラムがテキスト形式のデータで結果を出力してくるのではなく、ウェブブラウザで開かせるためのHTMLなどで送信され、ユーザはこのブラウザ上に表示されたものを介して操作する点であり、CGIを利用することから、このように呼ばれている。
表示はすべてウェブ閲覧用の標準的なウェブブラウザを介することもありホストコンピュータ（プレイヤーの使っているパソコン等）のOSには依存しない。表示文字量の制限などが無ければ、携帯電話のブラウザ上からも操作可能なCGIゲームも存在する。しかしブラウザの表示機能に依存するため、一部ブラウザからの使用に制限や問題の出るものも見られる。
サーバ上で動作するプログラム本体は主にC言語やPerl、PHPなどで実装されている（当然サーバ上で動作してブラウザへと返信が返せるようになっていれば、使用されるプログラミング言語は限定されない）が、ブラウザの表現能力が向上し、JavaやダイナミックHTMLなどで記述されたプログラムやAdobe Flash等の能動的なプラグインを処理できることから、ブラウザ上の表示機能は各々のホストコンピュータに任せ、他プレイヤーとの連携やデータの管理のみがサーバで行われる様式のものも登場した。
これらは他のJavaで書かれたゲームプログラムやFlashゲームと区別がつき難いこともあり、CGIゲームの範疇に含まれないケースも見られる。他方、サーバを介す必要の無いP2Pという方式の通信を行うものもある。しかしこれらは、CGIゲームの定義内には非ず、オンラインゲームとしてのみ定義される。
また上記にて便宜的に「サーバ」とは表現したが、家庭向けのパーソナルコンピュータでも設定如何でウェブサーバとして、またはPerlなどの代表的なCGIプログラム実装言語を利用できるため、単にCommon gateway interface（CGI）の仕組みを利用していれば、これらCGIゲームの範疇に含むといえる。

## 歴史
CGIゲームは、CGIチャットと共に1990年代後半に爆発的にヒットした。代表作として、数万人の登録者を有し、プレイステーションに移植されるに至った『ロードオブモンスターズ』シリーズが挙げられる。この人気作、『ロードオブモンスターズ』は4作目まで約10年間ほど続き、20世紀で幕を閉じることになる。
その後、21世紀に入りロードオブモンスターズなどの無配布型CGIゲームに代わって新たに台頭したのが、有料化した課金型CGIゲームと、ソースコードを公開してシェアを稼ぐ形の配布型CGIゲームであるが、課金型CGIや配布型CGIゲームのスタイルは、その後登場したMMORPGやソーシャルゲームに移行した。

## 配布型CGIゲームとは
配布元からダウンロードしたCGIスクリプトを説明に従ってWebサーバへアップロードすることによって個人でも比較的容易に設置することができる。また、その多くは改造が許可されているので運用者によって多数のバリエーションが生まれ、かつほとんどが無料で楽しめることから、1990年代末から2000年代頃に流行した。
一方、これらのプログラムを設置することにより、単なるページ閲覧を大幅に超えるレベルにまでサーバ負荷が増大することから、たとえ掲示板などのCGIスクリプト設置を認めてWebサーバをレンタルしているプロバイダであっても、ゲームCGIの設置は認めていないことが多く、有料レンタルサーバにおいては設置を認めている場合もある。
企業が製作するゲームとは違って個人製作のものが主流となっており、21世紀に入ってからは数多くのフリーウェアがソースコードとともに公開されていた。ゲームの形態は個人で遊ぶ形態と、多人数が同時参加するオンラインゲーム形態のモノも提供されている。
製作されるジャンルはRPGやシミュレーションゲームなど多岐にわたるが、中には果たしてゲームと呼ぶべきかどうかも疑わしい「不特定多数参加型環境ソフト（眺めたり、勝手気侭に弄り回すだけ）」というものすらある。参加人数は一人で遊ぶものから、一定数の制限枠内で競い合うもの、さらには不特定多数が好き勝手に出入り自由なものも見られるため、明確な定義は難しい。
CGIがウェブ上のコミュニケーションを電子掲示板やチャットなどの形で仲介しているように、これらCGIゲームも、「コンピュータゲームというインタフェースを介して、コミュニケーションを行う仕組み」ともいえる。

## 課金型CGIゲームの代表作
- アクア＝エリアス
- The Treasure of GENUM

## 配布型CGIゲームの代表作
- GundamField
- Script Of Saga II
- ネット航海時代
- 箱庭諸島
- Free Fight Adventure（旧称Final Fantasy Adventure）
- 罪と罰++二律背反
- Blind Justice（罪と罰++二律背反の派生版）
- SOLD OUT
- 劇空間ぱわふるリーグ2
- 俺のペナント
- ＠パーティー2
- TOWN
- Farland History